# São João Baptista d’Ajudá

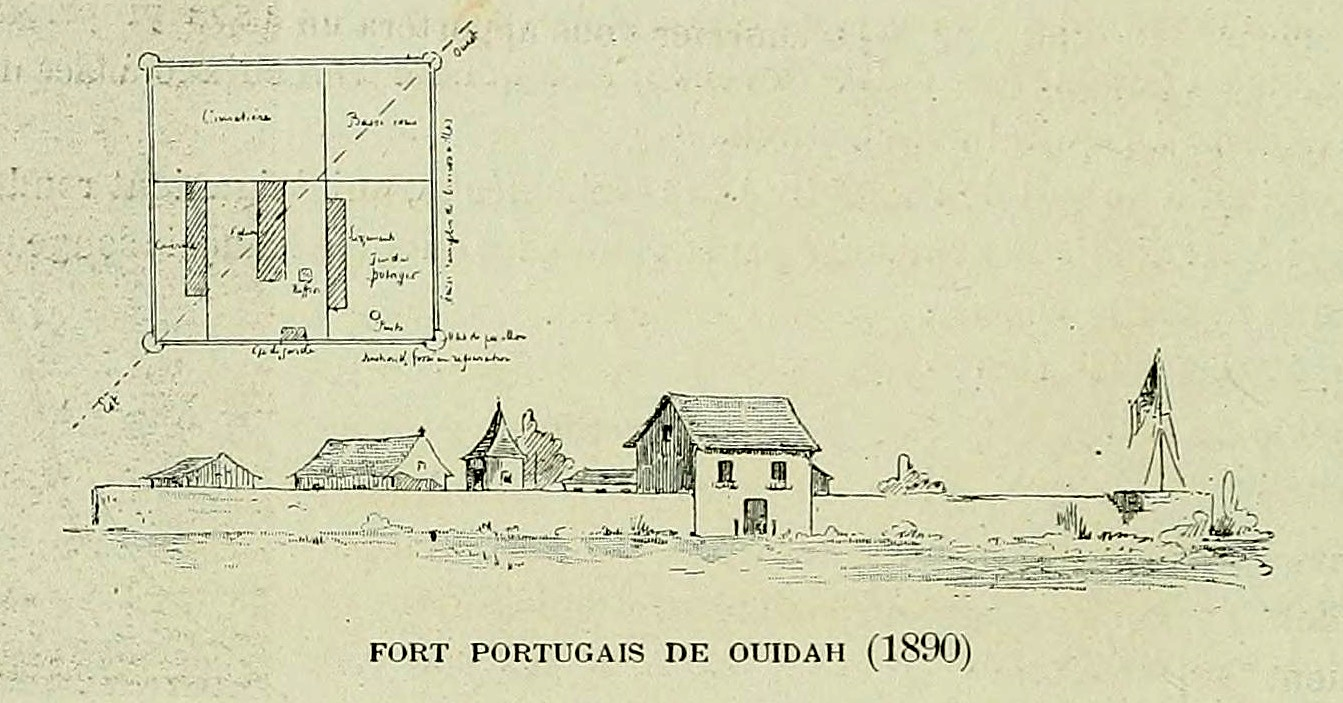
Fort São João Baptista d’Ajudá im Jahre 1890

São João Baptista d’Ajudá war ein kleines portugiesisches Kolonialgebiet an der afrikanischen Guineaküste. Es befand sich in der Nähe der Stadt Ouidah (port. Ajudá, frz. Ouidah, engl. Whydah) im heutigen Benin.
Das Gebiet der Kolonie bestand im Wesentlichen nur aus einer Handelsstation und deren unmittelbarer Umgebung, die den Portugiesen von einem lokalen Herrscher überlassen worden war. Es bildete eine Enklave und war mit einer Fläche von 4,5 Hektar zeitweise die kleinste Kolonie weltweit.

## Geschichte

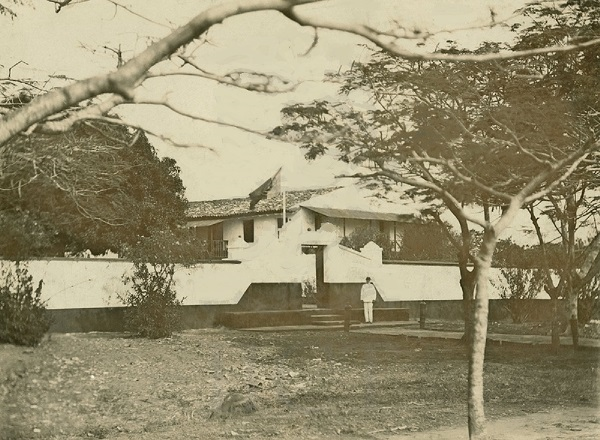
Vorderansicht der Festung im Jahr 1917

Das Fort Ajudá wurde von den Portugiesen erstmals im Jahre 1680 gegründet, später jedoch aufgegeben. Mit der 1721 erfolgten Neugründung der Station beabsichtigten die Portugiesen, sich erneut im Golf von Guinea zu etablieren. Aus diesem Gebiet waren sie im Verlauf heftiger Kämpfe während des 17. Jahrhunderts von den Niederländern verdrängt worden, vor allem durch den Verlust ihrer wichtigsten Kolonialfestung Elmina. Es gelang den Portugiesen jedoch nicht, mit der Errichtung dieser Handelsstation ihre alte Vormachtstellung im Guinea-Handel zurückzugewinnen. Lediglich als regionales Zentrum des Sklavenhandels spielte São João Baptista d’Ajudá im 18. Jahrhundert eine gewisse Rolle. Die Festung wurde von der Gesellschaft Companhia de Cacheu e Cabo Verde verwaltet und gehörte administrativ zur portugiesischen Kolonie Brasilien. Auch nach der Unabhängigkeit Brasiliens von Portugal 1822 bildete das Fort Ajudá eine Kolonie Brasiliens, ehe es von diesem 1844 aufgegeben wurde. 1861 übergaben die Herrscher von Dahomey das Fort an französische Missionare, doch 1865 konnte Portugal seine alten Rechte wieder geltend machen und die Festung wieder in Besitz nehmen. Die Kolonie wurde von São Tomé und Príncipe aus verwaltet. Am 10. September 1885 schloss Portugal zudem einen Vertrag mit dem Königreich Dahomey, durch welchen es Anfang 1886 das Protektorat über dessen gesamte Küste übernahm. 1892 fiel Dahomey jedoch an Frankreich.

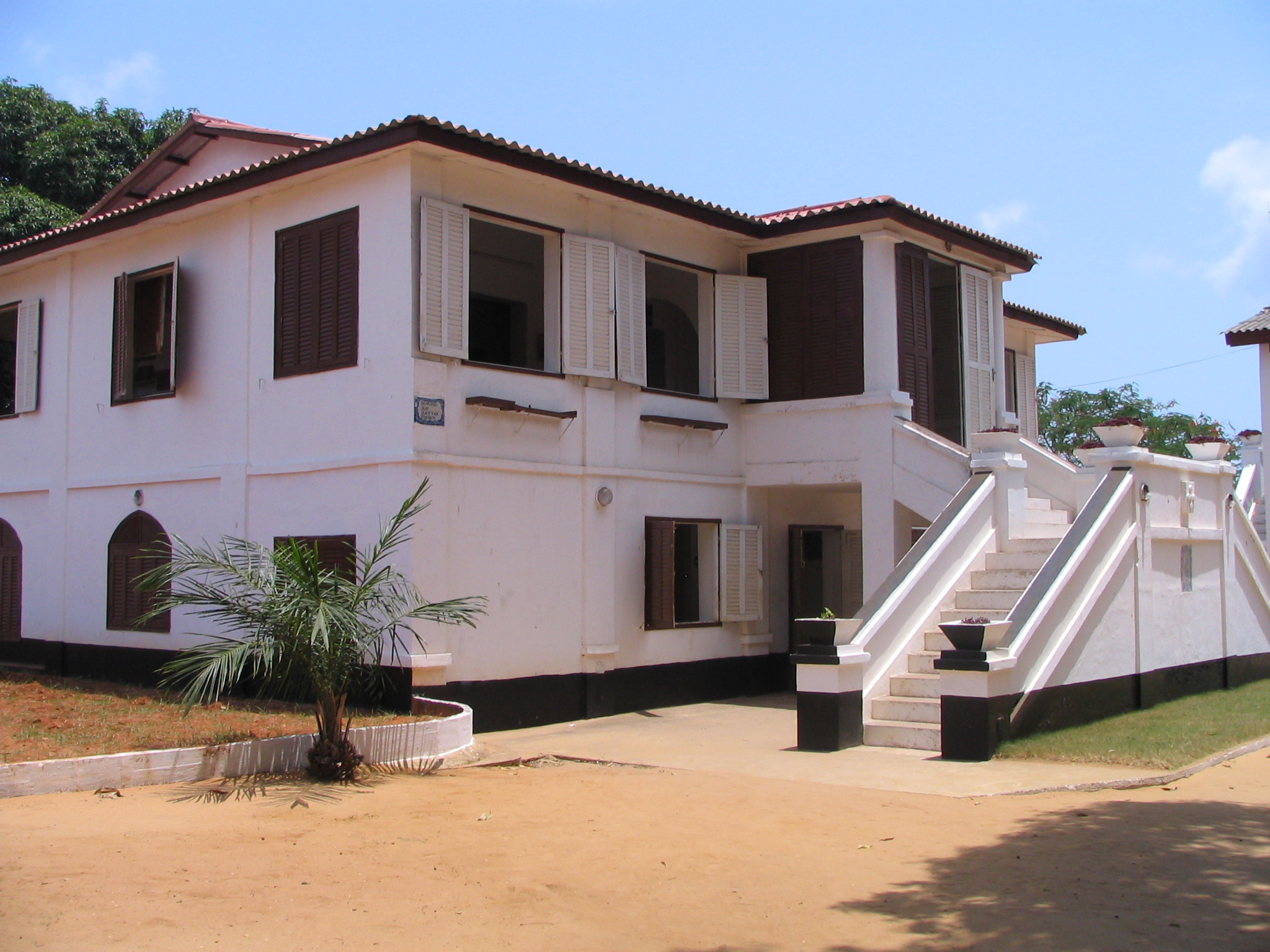
Historisches Museum von Ouidah

Die portugiesische Herrschaft über São João Baptista d’Ajudá dauerte bis zum Jahr 1961, als dieses Territorium von dem im Vorjahr von Frankreich unabhängig gewordenen Dahomey (seit 1975 Benin) am 1. August 1961 (am Jahrestag der Unabhängigkeit Dahomeys) gewaltsam besetzt und annektiert wurde. Die Annexion wurde von Portugal allerdings erst im Jahre 1975 anerkannt. Portugal finanzierte anschließend die Renovierung des Forts und seine Umwandlung in ein Museum.

## Roman-Schauplatz
Das Fort São João Baptista d’Ajudá ist einer der Hauptschauplätze des 1980 erschienenen Romans Der Vizekönig von Ouidah (englischer Originaltitel: The Viceroy of Ouidah) des britischen Schriftstellers Bruce Chatwin (1940–1989). Er wurde unter dem Titel Cobra Verde von Werner Herzog verfilmt.